# Eramet
Eramet, anciennement Eramet-SLN de 1985 à 1992, est une entreprise minière et métallurgique française répartie sur 17 sites miniers et industriels dans 15 pays.
Eramet est un des principaux producteurs mondiaux de :
- métaux d’alliages, notamment le nickel et le manganèse, utilisés pour améliorer les propriétés des aciers ;
- alliages et aciers spéciaux à hautes performances utilisés par des industries telles que l’aéronautique, la production d’énergie et les outillages.

La société réalise en 2022 un chiffre d’affaires de 5,014 milliards d'euros.

## Historique
La première société du groupe, la Société Le Nickel (SLN), a été créée en 1880 pour l’exploitation de mines de nickel en Nouvelle-Calédonie.

### Années 1970-1980
En 1974, l’activité Nickel est filialisée sous le nom de Société Métallurgique Le Nickel-SLN : Elf Aquitaine prend une participation de 50 % dans cette nouvelle société. L’ancienne Société Le Nickel change de nom en devenant Imétal et détient les 50 % restants de la Société Métallurgique Le Nickel-SLN, tout en reprenant la Société minière et métallurgique de Peñarroya.
En 1983, dans le cadre d’une restructuration industrielle, actionnariale et financière, Entreprise de recherches et d'activités pétrolières (ERAP), une société publique française, entre à hauteur de 70 % dans le capital de la Société. Les participations d’Imétal et d’Elf Aquitaine sont réduites à 15 % chacune.
En 1985, les actifs localisés en Nouvelle-Calédonie sont regroupés dans la Société Métallurgique Le Nickel-SLN, filiale à 100 % d’une nouvelle société mère, dénommée Eramet-SLN, dont l’actionnariat demeure à 70 % ERAP, 15 % Imétal, 15 % Elf Aquitaine.

### Années 1990
Entre 1989 et 1991, la société française La Commentryenne et la société suédoise Kloster Speedsteel sont acquises. Elles sont respectivement troisième et premier producteurs mondiaux d’aciers rapides. Ces deux sociétés sont regroupées en 1992 au sein d’une nouvelle société dénommée Erasteel, intégralement détenue par Eramet-SLN, qui devient ainsi le leader mondial du secteur avec plus de 25 % de parts de marché[réf. nécessaire].
En 1991, un accord de partenariat commercial et financier à long terme est signé avec le sidérurgiste japonais Nisshin Steel (un des principaux producteurs japonais d’aciers inoxydables) qui se traduit par une prise de participation progressive dans le capital de la Société Métallurgique Le Nickel-SLN. La participation de Nisshin Steel a atteint son niveau définitif de 10 % fin octobre 1994, ce qui en fait le seul actionnaire minoritaire de la SLN.
En 1992, la Société Métallurgique Le Nickel-SLN et Eramet-SLN prennent leur dénomination actuelle respective de Société Le Nickel-SLN et Eramet.
En 1994, Eramet acquiert 51 % d’Eurotungstène, producteur de poudres de cobalt et de tungstène. Placement privé suivi d’une introduction d’Eramet au Second Marché de la Bourse de Paris, à hauteur de 30 % du capital, par cession par l’ERAP, Elf et Imétal. Cette filiale a été cédée en 2016.
En 1994, Eramet acquiert la filiale Cofremmi de BRGM (Bureau de Recherches Géologiques et Minières, société publique française), détentrice de réserves minières de nickel en Nouvelle-Calédonie, en échange de l’octroi d’actions représentant 2,34 % du capital nouveau d’Eramet.
En 1995 et 1996, Eramet prend une prise de participation de 46 %, dans le capital de Comilog (Gabon), le deuxième producteur mondial de minerai de manganèse à haute teneur et également l’un des premiers producteurs mondiaux de ferromanganèse pour la sidérurgie et de produits chimiques à base de manganèse.
En 1999, plusieurs opérations majeures sont réalisées, qui conduisent à la structure actuelle du capital et à la configuration actuelle du groupe en termes d’activités :
- intégration au sein du groupe de la société SIMA (Société industrielle de métallurgie avancée - famille Duval), un des premiers producteurs et transformateurs mondiaux d’aciers spéciaux à hautes performances et d’alliages de nickel[4] ;
- cession de 30 % du capital de la Société Le Nickel–SLN dans le cadre d’un échange avec l’ERAP contre des actions Eramet[11] ; l’ERAP transfère ensuite cette participation à une structure publique de Nouvelle-Calédonie, la Société Territoriale Calédonienne de Participations Industrielles (STCPI). L’État français transfère la participation restante de l’ERAP à Cogema, par la suite elle-même intégrée au sein du groupe Areva ;
- acquisition des activités Manganèse du groupe norvégien Elkem, grâce à laquelle Eramet devient le premier producteur mondial d’alliages de manganèse et complète sa gamme de produits avec des alliages à forte valeur ajoutée, les alliages affinés[12].

Au terme de ces opérations, le groupe Eramet est profondément transformé. Ses activités sont réparties en trois branches, Nickel, Manganèse et Alliages, et le capital du groupe se trouve majoritairement détenu par des actionnaires privés, l’État français conservant une participation minoritaire (8,7%).

### Années 2000
En 2000, le complexe industriel de Moanda (Gabon) est inauguré : cette nouvelle usine d’enrichissement et d’agglomération du minerai de manganèse renforce la gamme de produits de Comilog et permet de rallonger la durée de vie des réserves.
En 2002, Eramet acquiert l’usine d’alliages de manganèse de Guilin (Chine). Erasteel prend 78 % de la société Peter Stubs basée au Royaume-Uni.
En 2003, un programme de restructurations est lancé dans les branches Alliages et Manganèse, confrontées à des pertes importantes : D'une part la fermeture de l’usine de ferromanganèse de Boulogne-sur-Mer (anciennement « Société du ferromanganèse de Paris-Outreau » (ou « S.F.P.O. » qui fut dans les années 1980 la seconde usine au monde en termes de tonnages de ferromanganèse produit, devenue Comilog) et de l’usine d’alliages de manganèse de Shaoxing en Chine, d'autre part la cession par Comilog de Sadaci (grillage de molybdène) et de l’activité Noir de Carbone, toutes deux basées en Belgique. Eramet prend le contrôle à 100 % du Centre de Recherche de Trappes et à 100 % d’Eurotungstène,.
En 2005, Eramet renforce son activité de recyclage des catalyseurs pétroliers grâce à deux investissements de sa filiale Gulf Chemical and Metallurgical Corp. (GCMC). Il prend une participation à 100 % dans Bear Metallurgical et lance la construction d’une nouvelle unité de recyclage de catalyseurs pétroliers au Canada. Ces filiales ont depuis été cédées en 2016,. En novembre 2005, Eramet obtient la concession du train Transgabonais pour trente ans. La même année, Eramet, unique actionnaire de Bronzavia Industrie, cède 80 % de ses parts à la holding financière SIFKA (Société d'investissement famille Krempp et associés), détenue à parts égales par Olivier et Guillaume Krempp
En 2006, Eramet acquiert Weda Bay Nickel qui possède un important gisement de nickel en Indonésie.
En 2007, une nouvelle usine démarre d’EMD (bioxyde de manganèse électrolytique) situé à Chongzuo, dans le sud de la Chine. Cette usine appartient à Erachem, filiale cédée en 2017. Une usine d’enrichissement des minerais de nickel démarre à son tour à Tiébaghi en Nouvelle-Calédonie. Un atelier d’étirage est construit à Tianjin. La mine de Poum en Nouvelle-Calédonie est ouverte à la fin 2007.
En 2008, Eramet acquiert 56 % de l’entreprise norvégienne Tinfos (no) qui se traduit par un renforcement significatif d’Eramet Manganèse, avec une augmentation d’environ 20 % de la production d’alliages de manganèse, et plus particulièrement des alliages affinés.
En février 2009, un partenariat et un accord sont signés pour la cession de 34 % de Strand Minerals (Indonésie) à Mitsubishi Corporation. En mars, un nouvel accord est signé permettant à Eramet de porter sa participation à 100 % dans Eralloys (société regroupant les activités de l’ancien Tinfos hors centrale électrique de Nottoden). En avril, la première pierre du complexe métallurgique de Moanda au Gabon est signé. Aubert & Duval construit une unité de transformation de titane (UKAD) en Auvergne (France). En juin, Eramet porte sa participation dans Eralloys à 100 % après acquisition des minoritaires. Eramet acquiert Valdi, entreprise française spécialisé dans les activités de recyclage des métaux non ferreux.

### Années 2010
En janvier 2010, Carlo Tassara France (Groupe minoritaire de Romain Zaleski - 13 % du capital d'Eramet) conteste devant le Tribunal de Commerce de Paris les conditions de l'échange entre les actions SIMA (famille Duval) et Eramet et en demande l'annulation. En février, un accord est signé par Eramet et Bolloré en vue de l’exploration de gisements de lithium. En mars, Eramet acquiert la Gulf Chemical & Metallurgical Corporation, une entreprise américaine spécialisée dans le recyclage des non ferreux précieux utilisés par l'industrie prétrolière ; celle-ci se déclare en faillite en 2016 et disparait en 2017. En juillet, accord est signé entre la STCPI et Eramet sur une prolongation de 18 mois du pacte d’actionnaires SLN. En octobre, un accord est signé avec la République gabonaise sur l’augmentation progressive (jusqu’en 2015) de sa participation au capital de la société Comilog.
En janvier 2011, le groupe Eramet se dote d'une charte d'éthique et adhère à l'Initiative pour la Transparence des Industries Extractives (ITIE),. En septembre, Aubert & Duval et UKTMP inaugurent leur nouvelle usine de transformation de lingots de titane, UKAD. En octobre, Erasteel inaugure une nouvelle installation stratégique pour la métallurgie des poudres, la tour Durin, dans son usine de Söderfors en Suède. En décembre, Le tribunal rejette la demande de Carlo Tassara France relative à l’annulation de la transaction ayant permis à la famille Duval de devenir le premier actionnaire du groupe Eramet.
Le 16 mai 2012, le groupe Areva cède sa participation au capital d’Eramet à FSI-Equation, filiale du Fonds stratégique d'investissement (FSI). Courant décembre 2012, le parquet général aurait, selon des sources proches du dossier, déposé des conclusions tendant à la réformation du jugement et épousant globalement la position du groupe Tassara, ce qui pourrait ouvrir la voie à une refonte importante de la structure actuelle du capital d'Eramet.
Le 19 mars 2013, la cour d'appel de Paris confirme le jugement du tribunal de commerce qui donnait raison à la famille Duval, dans le conflit qui l'opposait à l'homme d'affaires Romain Zaleski à propos du contrôle d’Eramet. Celui-ci a revendu toutes ses actions en 2016.
En mars 2014, s’est achevée la construction de Grande Côte au Sénégal par TiZiR, co-entreprise d’Eramet avec la société australienne Mineral Deposits Limited, permettant le démarrage de la production minière de sables minéralisés.
Le 24 novembre 2014, le président François Hollande a inauguré la plateforme publique de recherche et de développement industriel Métafensch, à Uckange, en Lorraine, dans laquelle Eramet est impliquée,.
Le 12 juin 2015, Eramet a inauguré le complexe métallurgique de Moanda au Gabon dans le cadre d'un partenariat public-privé entre l’État Gabonais et le groupe industriel. Il s’agit de la première usine de transformation du minerai de manganèse du pays,,.
En 2016, Eramet a cédé de nombreux actifs via la vente de BMC, GCMC, Erachem, Eurotungstène, et Sovimab,,.
Le 15 septembre 2017, Eramet a inauguré EcoTitanium, une usine de recyclage aéronautique, premier site du genre en Europe,.

### Années 2020
Le 4 novembre 2021, Eramet annonce la vente de usine hydrométallurgique de Sandouville, dont l'usine produit du nickel, au groupe sud-africain Sibanye-Stillwater.
Le 8 novembre 2021, Eramet annonce relancer son projet de mine de lithium sur les hauts plateaux andins du nord de l'Argentine. La construction d'une usine démarrera début 2022 dans le but de produire 24 000 tonnes de carbonate de lithium par an. Si la production de lithium permettra d'alimenter les batteries européennes, près de la moitié de cette production sera exportée en Chine, notamment grâce au partenaire chinois d'Eramet dans cette opération : Tsingshan possède 49,9 % des parts dans le projet en échange du financement de la quasi-totalité de la construction du projet.
En février 2022, Eramet annonce la vente de sa filiale Aubert & Duval à un consortium mené par Airbus, Safran et Tikehau ACE Capital pour une valorisation de cette filiale de 95 millions d'euros.
Le 23 février 2023, Eramet annonce avoir reçu une promesse unilatérale d’achat de Syntagma Capital pour l’acquisition de sa filiale Erasteel, spécialisée dans la production d'aciers rapides et dans la métallurgie des poudres.
 Le 30 août 2023, à la suite du coup d'État qui touche le Gabon, Eramet annonce cesser ses activités pour « protéger la sécurité de (son) personnel et l'intégrité de (ses) installations »,. Le soir-même, la direction indique qu'elle reprendra ses activités de manière progressive dès le lendemain, soit le 31 août. L'activité d'extraction aura donc été paralysée 24 heures et celle de fret ferroviaire 18 heures.
Le 11 septembre 2023, Eramet profite d'une situation favorable au Gabon : à la suite du coup d'État, Marcel Abeke, ancien directeur de Comilog, filiale d'Eramet au Gabon, est nommé en tant que nouveau ministre du pétrole. Cette nomination provoque dans la foulée un boom de plus de 3 % de l'action d'Eramet en bourse.
En août 2024, Eramet, Suez et The Future Is Neutral (TFIN), mettent en place le projet « ReLieVe », à Dunkerque, visant à valoriser les métaux stratégiques contenus dans les batteries lithium-ion,.
En juillet 2024, Eramet et son partenaire chinois Tsingshan, qui détient 49,9 % du projet, inaugurent leur usine d'extraction de lithium du salar de Centenario, à 4 000 mètres d'altitude en Argentine, dans la région de Salta au nord du pays. Le projet devrait entrer en production d'ici à novembre 2024 et produire 24 000 tonnes de carbonate de lithium par an dès 2025, assez pour équiper 600 000 voitures électriques par an. Les coûts de production sont compris entre 4 500 et 5 000 $/t (dollars par tonne), parmi les plus bas du secteur. La saumure pompée à 400 mètres sous la surface est concentrée dans une usine sur le site, grâce à un procédé innovant utilisant des granulés qui retiennent le lithium comme une éponge. Le rendement du procédé avoisine les 90 %, contre 40 % à 50 % pour l'actuelle technique dominante d'évaporation de la saumure. Une « phase 2 » devrait permettre d'ajouter 30 000 tonnes par an. Eramet compte utiliser le même procédé dans la concession qu'il vient d'acquérir au Chili (Atacama).
En octobre 2024, Eramet rachète la part de Tsingshan dans la mine et l'usine d'extraction de lithium du salar de Centenario et contrôle donc 100 % du projet. Simultanément, Eramet annonce la suspension de son projet d'usine de recyclage des batteries de voitures électriques à Dunkerque, faute de clients, car aucun projet de précurseurs de cathodes sur le sol européen n'a été confirmé, après les suspensions de projets de Northvolt et d'ACC.
En décembre 2024, Eramet sort fin sa première production de carbonate de lithium en Argentine.
En février 2025, Eramet annonce la signature d'un protocole d'accord avec l'entreprise Australienne Firebird Metals pour la fourniture de minerai destiné à alimenter son projet d'usine de manganèse de qualité batterie en Chine,.
En juin 2025, Eramet annonce continuer de travailler avec le Gabon malgré l'interdiction d'exporter du manganèse qui prendra effet à partir de 2029.

## Identité visuelle

Logo d'Eramet jusqu'en 2018
Logo depuis octobre 2018

## Activités
Le groupe est organisé autour de quatre branches d'activité (en anglais : Business units) et de plusieurs filiales :

### La branche Manganèse
La branche Manganèse représente 63 % du chiffre d’affaires et a pour activité l'extraction de manganèse dans la mine de Moanda, au Gabon, via la filiale d’Eramet, Comilog, et transformation dans ses usines métallurgiques et chimiques en Chine, en Europe et aux États-Unis.

### La branche Nickel
La branche Nickel représente 28 % du chiffre d’affaires et pour activité l'extraction du nickel de cinq mines en Nouvelle-Calédonie au travers de sa filiale Le Nickel-SLN. Cet élément d'alliage est destiné principalement à la fabrication d’acier inoxydable, dont les utilisations quotidiennes sont très nombreuses.

### La branche Sables minéralisés
La branche Sables minéralisés représente 9 % du chiffre d'affaires et a pour activité l'extraction des particules de zircon, ilménite, leucoxène et rutile au Sénégal au travers de la filiale Grande Côte Opérations.

### La branche Lithium
La branche Lithium, dont l'activité doit démarrer en 2024, a pour activité l'extraction de lithium depuis la saumure du salar de Centenario en Argentine.

## Implantation mondiale
Les 17 sites du groupe Eramet sont répartis sur les cinq continents de la manière suivante :
- 5 en Europe, dont 3 en France
- 5 en Afrique
- 2 en Asie
- 2 en Océanie
- 1 en Amérique du Nord
- 1 en Amérique du Sud

### International
Eramet International est le réseau commercial du groupe, chargé des négociations commerciales pour certaines activités de ses trois branches.

### Afrique

#### Gabon

##### Comilog
Comilog est une société de droit gabonais détenue à 63,71 % par Eramet, elle a pour activité principale l’exploitation de la mine et de l’usine d’agglomération de manganèse de Moanda, dans la région du Haut-Ogooué, dont elle a fêté le 50e anniversaire en octobre 2012. Le 29 septembre 2014, l’État gabonais a transféré la gestion de sa participation de 28,45 % dans la Compagnie minière de l’Ogooué (Comilog), filiale du groupe français Eramet, à la Société équatoriale des mines (SEM),,.

##### Site logistique d’Owendo
Depuis 1988, Comilog dispose de son propre port minéralier à Owendo, près de Libreville. Le manganèse y est acheminé directement par le chemin de fer géré par la SETRAG.

##### SETRAG
En novembre 2005, SETRAG (société d’exploitation du Transgabonais concession du chemin de fer), filiale à 84 % de Comilog, a obtenu la concession du train Transgabonais pour une durée de trente ans. Ce train circule sur une voie unique longue de 669 km qui relie Owendo, près de Libreville, à Franceville, sur le fleuve Ogooué. L'exploitation du Transgabonais permet à Comilog d'assurer l'expédition de quantités de minerai en forte croissance.

##### Projet Maboumine
La société Maboumine, filiale à 60 % de Comilog, détient le permis de recherche minière sur ce gisement de pyrochlores polymétalliques, connu sous le nom de Mabounié. Découvert au Gabon en 1986 par le Bureau de Recherches Géologiques et Minières (BRGM), il recèle des ressources en niobium, terres rares, tantale et uranium. Dans un contexte économique difficile, Eramet et l’Etat gabonais souhaitent pour cela ouvrir le projet à un ou plusieurs partenaires capables d’apporter les compétences techniques et les ressources financières nécessaires à la poursuite du développement du projet,.

##### Complexe métallurgique de Moanda
Le 12 juin 2015, le président Ali Bongo et l'ancien PDG d’Eramet, Patrick Buffet, ont inauguré le Complexe Métallurgique de Moanda. Le complexe a nécessité 230 millions d’euros d’investissement de la part d’Eramet et emploie près de 500 personnes,.
Sur le plan culturel, le groupe a soutenu l'exposition temporaire « Les Forêts natales, arts d'Afrique équatoriale atlantique » présente au Musée du Quai Branly - Jacques-Chirac du 31 octobre 2017 au 21 janvier 2018.

#### Sénégal
Le 1er octobre 2011, Eramet et la société australienne Mineral Deposits Limited (« MDL ») créent leur coentreprise, TiZir Limited, dont ils détiennent chacun 50 %. Dans ce cadre, en plus de l’usine de Tyssedal, en Norvège, TiZir détient 90 % du projet Grande Côte Opérations, au Sénégal, les 10 % restants étant détenu par le gouvernement sénégalais. D’un coût d’investissement de 520 millions de dollars, ce projet produira 85 000 tonnes de zircon et 575 000 tonnes d’ilménite après son démarrage fin 2013. L'approvisionnement en ilménite sécurisera une grande partie de la production de l'usine de Tyssedal. Fin mars 2014, Eramet a annoncé la fin de la construction du projet Grande Côte par TiZiR, sa co-entreprise à 50 % avec la société australienne Mineral Deposits Limited, permettant le démarrage des opérations de production de sables minéralisés,.

### Amérique

#### Argentine
Par la création de sa filiale Eramine Sudamerica, Eramet développe un projet d’exploration de différents salars riches en lithium dans le nord du pays. Pour ce projet initialement mené en partenariat avec le groupe Bolloré au travers de la coentreprise Bolera Minera, les groupes Eramet et Bolloré se sont vu décerner un prix Pinocchio en 2012, pour l'exploration d'une région où vivent 33 communautés indigènes. Le 19 mai 2014, le Gouvernement de la Province de Salta a officialisé l’octroi par adjudication des titres miniers d’un gisement de lithium des salars de Ratones et Centenario à Eramine Sudamerica, filiale d’Eramet.

#### États-Unis

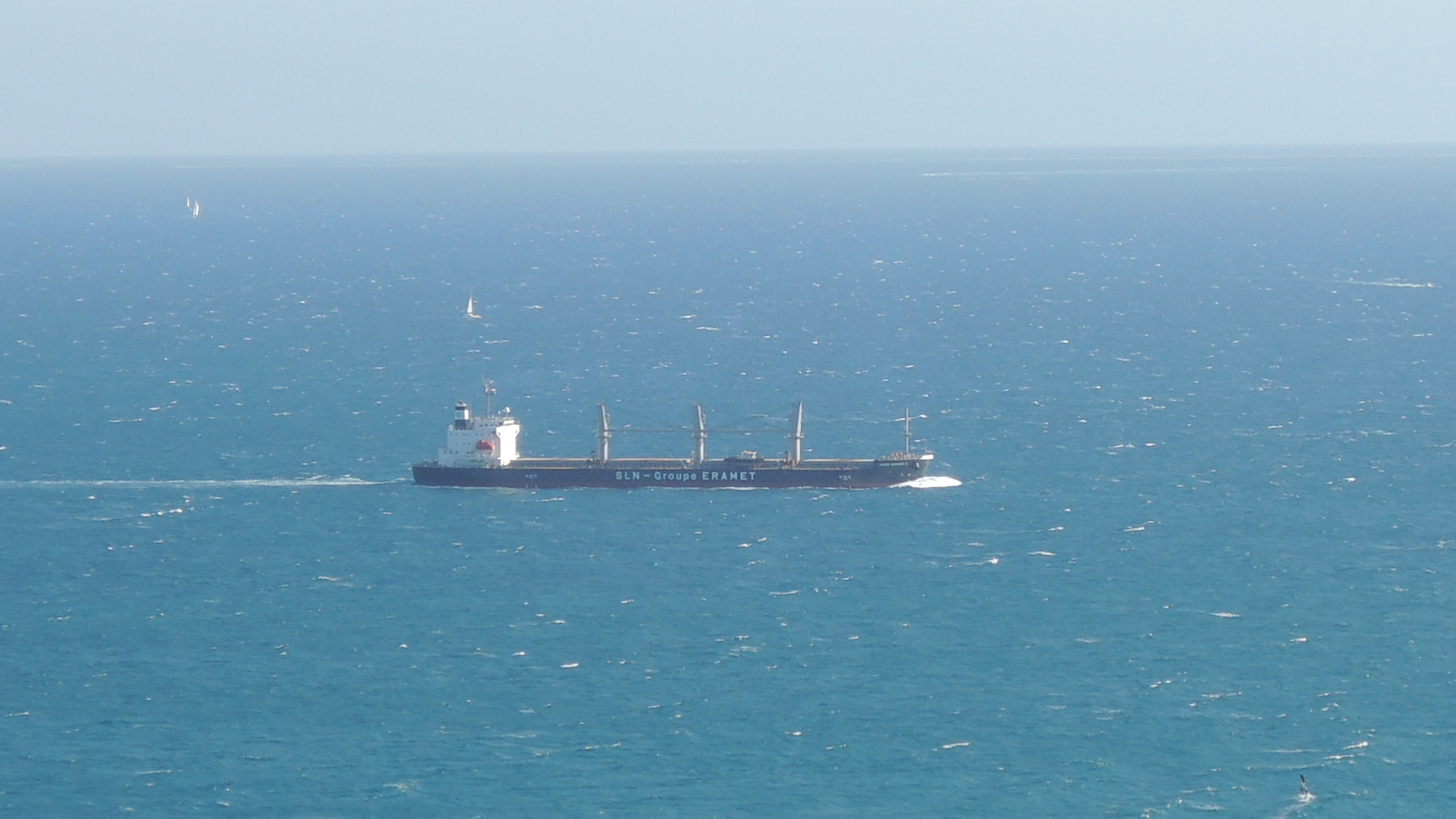
Bateau SLN de la société Eramet dans la baie de Sainte-Marie

- Eramet Marietta produit des alliages de manganèse.
- Erasteel Boonton est chargé de la production d’aciers rapides, notamment sous forme de barres étirées.
- Erasteel Romeoville est un centre de service.

### Asie

#### Chine

##### Aubert & Duval Wuxi
En 2006, Aubert & Duval ouvre un centre de distribution d’aciers à outils de Wuxi dans le cadre d’une stratégie de renforcement de sa distribution.

##### Erasteel Tianjin
En 2007, Erasteel dispose d’un atelier d’étirage d’aciers rapides à Tianjin.

##### Comilog Guilin
Comilog Asia englobe les activités chinoises dans la transformation du manganèse dont fait partie l’usine d’alliages de manganèse de Guilin depuis 2002. Dans le cadre du Projet New Guilin, deux usines ont été fermées en 2011 et 2012 pour laisser la place à la nouvelle usine chinoise « New Guilin », démarrée en juillet 2012. Dédiée aux alliages de manganèse, elle est basée sur des technologies plus performantes et comportera une part importante d’alliages affinés dans sa production.

##### Comilog Far East Development
Filiale de Comilog Asia Limited, cette entité produit des métaux ferreux.

#### Inde
Le groupe minier est présent en Inde à travers le centre de distribution Erasteel India Private.

#### Indonésie

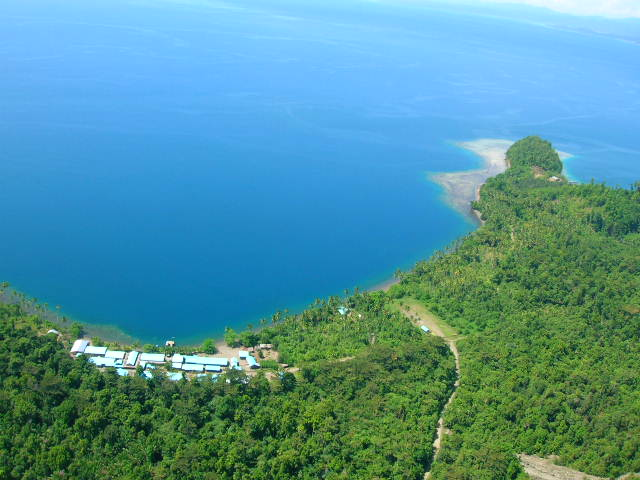
Site minier de Weda Bay

Depuis mai 2006, le groupe Eramet est engagé dans un projet d’exploitation d’un gisement minier de nickel d'envergure mondiale en Indonésie situé dans l'île de Halmahera, sur le golfe de Weda.
En 2017, Eramet a signé un accord avec le groupe sidérurgique chinois Tsingshan pour valoriser le gisement de nickel de Weda Bay et produire sur place un ferroalliage de nickel,,.

### Europe

#### Allemagne
Le groupe est implanté en Allemagne avec le centre de distribution d’Aubert & Duval Stahlschmidt et l’entité Erasteel GmbH Germany.

#### Espagne
En 2011, Erasteel obtient le contrôle de l’entreprise espagnole Metallied, basée à Irun, qui possède différentes installations pilotes d’atomisation de poudres métalliques très fines.

#### France
| \| Sandouville · Trappes · Feurs · Champagnole · Commentry · Fragnes-La Loyère · Saint-Priest \| Implantations en France (hors Aubert et Duval) |
| Sandouville · Trappes · Feurs · Champagnole · Commentry · Fragnes-La Loyère · Saint-Priest                                                      |

COMILOG Dunkerque produit du silico-manganèse, un ferro-alliage utilisé à la fois pour désoxyder l'acier et en améliorer les caractéristiques mécaniques.
L’usine Valdi de Commentry dans l'Allier, est spécialisée dans la valorisation des déchets industriels. Elle a pour principale activité le recyclage des piles, des catalyseurs et des oxydes métalliques et la récupération de composants métalliques en fusion. L’usine Valdi de Feurs est quant à elle spécialisée dans le recyclage de piles et de catalyseurs.
Le site Eramet du Havre-Sandouville produit du nickel métal, des sels de nickel, des chlorures de nickel, du cobalt et du fer de haute pureté. (Vendu au groupe sud-africain Sibanye-Stillwate)
Eramet Ideas est la filiale R&D et innovation dédiée à la métallurgie extractive et au recyclage du groupe à Trappes en Île-de-France ; le site réunis depuis 2019 les deux départements Eramet Research et Eramet Ingénierie,.
Les sites Erasteel de Champagnole et de Commentry sont chargés de la production d’aciers rapides. Erasteel est aussi présent à Fragnes (Chalon-sur-Saône) avec un centre de services.
Brown Europe produit des fils et des barres de haute qualité et de haute technicité pour l'industrie aéronautique.
Forges de Monplaisir à Saint-Priest est une fonderie de métaux ferreux.
Aubert & Duval dispose de six usines françaises (matriçage, produits longs, outillage, pièces unitaires) : Firminy, Gennevilliers, Imphy, Issoire (Interforge), Les Ancizes, Pamiers (Airforge), ainsi que d’un site pour « traitements thermiques » (TAF) et d’un centre de distribution à Heyrieux.
L’usine UKAD, issue d’une coentreprise franco-kazakhe, fabrique des lingots de titane.
Aux côtés de l’État Français, par l’intermédiaire de l’ADEME, et du Crédit Agricole Centre France, UKAD participe au projet EcoTitanium qui prévoit la construction et l’exploitation de la première usine en Europe de recyclage de titane de qualité aéronautique sur la commune de Saint-Georges-de-Mons en Auvergne,.

#### Italie
Aubert & Duval y a implanté un centre de distribution à ADES Acciai.

#### Norvège

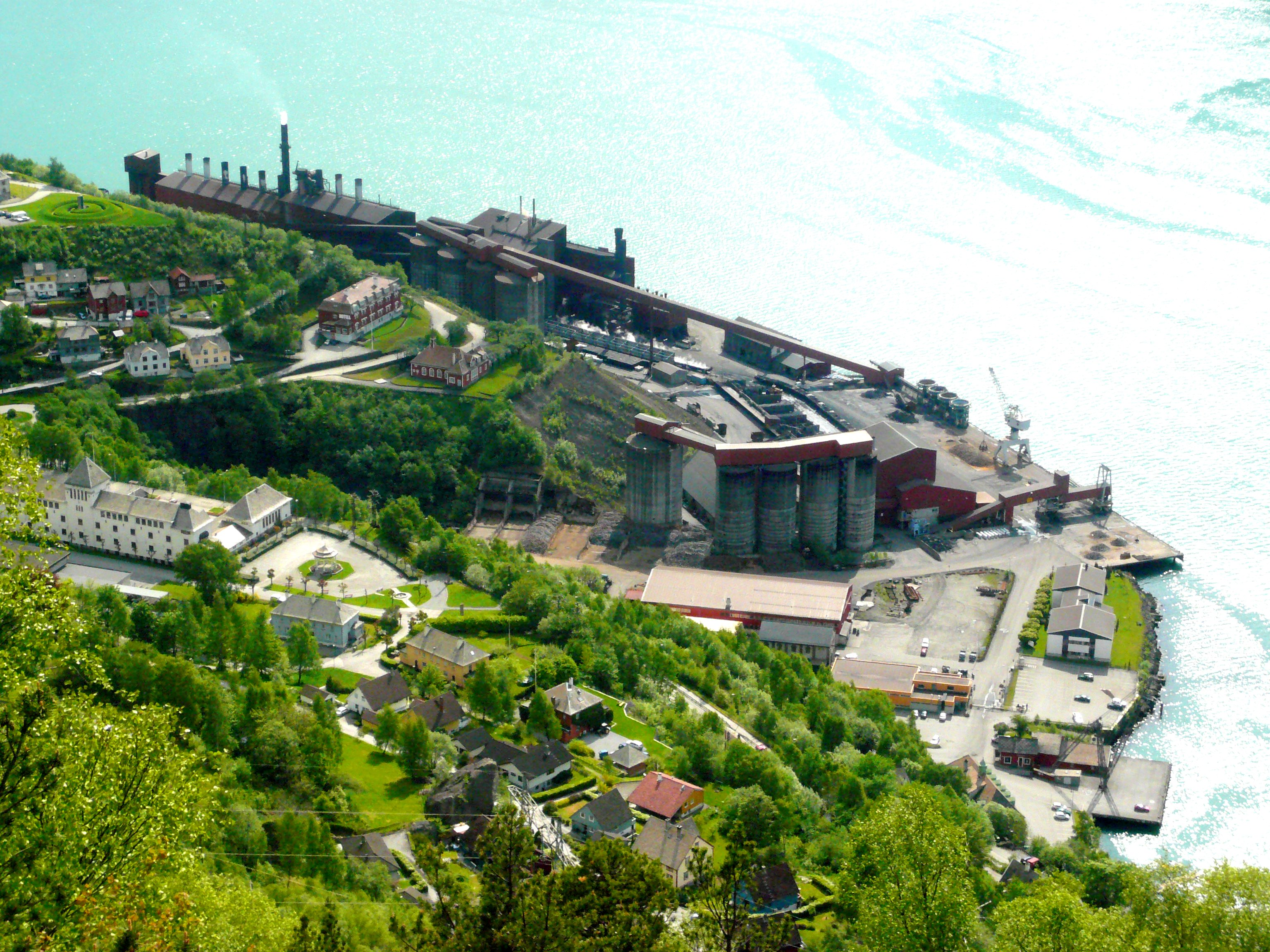
Usine d’enrichissement de Tyssedal

Eramet Norway comprend les trois usines de Porsgrunn, Sauda et Kvinesdal, spécialisées en alliages de manganèse.
Eramet a également installé une usine d’enrichissement du minerai de titane par pyrométallurgie à Tyssedal, dans le cadre de sa coentreprise TiZir, formée à 50/50 avec le groupe australien Mineral Deposits Limited.
Elle y a signé un partenariat avec la Fondation Bellona, une ONG environnementale internationale, notamment pour des missions de conseil.

#### Suède
Erasteel dispose de trois usines sur le territoire suédois - à Söderfors, à Långshyttan et à Vikmanshyttan. En Suède, l’entreprise fabrique des aciers rapides sous forme de produits longs et plats. Le site de Söderfors accueille un centre de recherche voué à la branche Alliages du groupe.

#### Royaume-Uni
Depuis la prise de contrôle de la société Peter Stubs en 2002, portée à 100 % en 2004, Erasteel produit des aciers rapides sur le site de Warrington. Le groupe a également installé dans le pays la branche Eramet Alloys UK.

### Océanie

#### Nouvelle-Calédonie
En Nouvelle-Calédonie, la Société Le Nickel-SLN dispose de cinq centres miniers (un dans le sud à Thio, quatre dans le nord à Kouaoua, Népoui, Tiébaghi et Poum qui a ouvert fin 2007) et d’une usine métallurgique à Doniambo.
En termes de mécénat, Eramet et la SLN ont soutenu l’exposition « Kanak, l’Art est une parole », présentée au musée du Quai Branly à Paris, début 2014, puis au Centre Culturel Tjibaou à Nouméa, jusqu’au 15 juin 2014,,,.

## Gouvernance
Eramet est dirigé par Christel Bories, président-directeur-général, présidant le conseil d’administration composé de dix-neuf membres nommés pour 4 ans, qui a remplacé Patrick Buffet, PDG du groupe de 2007 à 2017.
Eramet est également doté d'un comité exécutif composé de huit membres.

## Chiffres clés[sp 1]
- 10 700 salariés (au 31 décembre 2022), présents dans 15 pays et sur 5 continents
- 17 sites miniers et industriels
- Chiffre d’affaires : 3,824 milliards d’euros (2023)
- Répartition du chiffre d’affaires par activité (2023) :
  - Asie : 66 %
  - Europe (hors France) : 17 %
  - Amérique du Nord : 11 %
  - France : 1 %
  - Autres : 5 %

## Actionnaires
| Actionnaires                                                                     | Capital | Droits de vote |
| -------------------------------------------------------------------------------- | ------- | -------------- |
| Sorame et Compagnie d’Études Industrielles du Rouvray (CEIR)                     | 37,08%  | 43,44%         |
| FSI-Equation (filiale de Bpifrance) et État (Caisse des dépôts et consignations) | 27,13 % | 31,79%         |
| STCPI                                                                            | 4,03%   | 4,73%          |
| Eramet S.A. (autodétention)                                                      | 0,91%   | 0,00%          |
| Fonds actions Eramet S.A                                                         | 0,66%   | 0,62%          |
| Autres                                                                           | 30,19%  | 19,43%         |

## Polémiques
En 2010, le réseau écologiste mondial « Les Amis de la Terre » accuse Eramet d'être impliqué dans la déforestation en Indonésie avec l'exploitation du nickel de Weda Bay. Le rapport précise que ce site naturel, intouchable jusqu'en 2004, a perdu ce statut à la suite d'une procédure exceptionnelle lancée par la présidente Megawati Sukarnoputri sous la pression des industriels.
En 2012, en Argentine, la multinationale est critiquée pour sa mine de lithium en partenariat avec Vincent Bolloré, mettant en danger l'existence de 33 communautés indigènes des provinces de Salta et de Jujuy.
Au Gabon, l'exploitation d'une mine de manganèse a provoqué la colère de la population vivant dans les communes alentour. Interrogé par RFI, un habitant de la commune de Moanda exprimait son exaspération : « Il y a un contraste inacceptable entre la prospérité de l'entreprise et l'état de délabrement dans lequel se trouve notre ville, qui héberge cette exploitation. Les populations ne l'acceptent plus».
Pour l'ONG Les Amis de la Terre, « Eramet se trouve hors des radars, le grand public ne l'identifie pas comme un gros pollueur. Pourtant les activités de cette entreprise ont des impacts sociaux et environnementaux considérables, tels que la violation des droits des communautés sur place et l'accaparement de terres. Le modèle de la mine responsable est une illusion ».
Le cabinet de conseils aux investisseurs Proxinvest a recommandé à ses clients de s'opposer, lors de l'assemblée générale d'Eramet du 24 mai 2018, au versement des indemnités de Patrick Buffet au titre de l'exercice 2017 (5 mois) d'un montant de 2 991 860 € et le maintien de 44 810 actions gratuites non acquises en sus d'une retraite supplémentaire.

## Activité de lobbying

### Auprès des institutions de l'Union européenne
Eramet est inscrit depuis 2013 au registre de transparence des représentants d'intérêts auprès de la Commission européenne, et déclare en 2017 pour cette activité des dépenses annuelles d'un montant compris entre 300 000 et 400 000 euros.

### En France
Pour l'année 2018, Eramet, et Eramet Sandouville déclarent à la Haute Autorité pour la transparence de la vie publique exercer des activités de lobbying en France, pour un montant oscillant entre 10 000 et 25 000 euros.

### Sources primaires
1. 1 2 3 4  « Document d’enregistrement universel 2023 » [PDF], sur eramet.com, 30 mai 2024 (consulté le 30 mai 2024).
2. ↑  « Les grandes dates de l'histoire d'ERAMET », sur eramet.com, 2012 (consulté le 30 mai 2013).
3. ↑  « GECC Chongzuo », sur eramet-china.com (consulté le 26 novembre 2017).
4. ↑  Charte d'éthique Site officiel ERAMET Comilog
5. ↑  « EcoTitanium®, première usine de recyclage de titane de qualité aéronautique », sur eramet.com (consulté le 26 novembre 2017).
6. ↑  « Eramet : Levée de l’option de vente de l’usine hydro-métallurgique de Sandouville et signature du contrat decession avec Sibanye-Stillwater »(Archive.org • Wikiwix • Archive.is • Google • Que faire ?) [PDF], sur eramet.com, 4 novembre 2021 (consulté le 27 avril 2023).
7. ↑  « Cession d’Aubert et Duval : Eramet signe un protocole d’accord avec le consortium Airbus, Safran et Tikehau ACE Capital »(Archive.org • Wikiwix • Archive.is • Google • Que faire ?) [PDF], sur eramet.com, 22 février 2022 (consulté le 27 avril 2023).
8. ↑  Eramet et SUEZ choisissent Dunkerque pour implanter une usine de recyclage de batteries de véhicules électriques[PDF], sur eramet.com, 22 septembre 2023.
9. ↑  « La production de sables minéralisés », sur gco.eramet.com.
10. ↑  (en) « Eramet in Argentina Centenario-Ratones Lithium Project » [PDF], sur eramet.com, mars 2023 (consulté le 27 avril 2023).
11. ↑  Site institutionnel de Comilog, sur comilog.eramet.com
12. ↑  « MABOUMINE recherche de nouveaux partenaires pour poursuivre le développement de son projet niobium et terres rares », sur eramet.com (consulté le 26 novembre 2017).
13. ↑  « Rapport Annuel 2011 », sur eramet-comilog.com, 2011 (consulté le 18 juin 2013).
14. ↑  « L'un des plus importants gisements de nickel au monde », sur eramet.com (consulté le 26 novembre 2017).
15. ↑  COMMUNIQUE DE PRESSE Eramet crée Eramet Ideas et accélère dans la R&D[PDF], sur eramet.com
16. 1 2  « Notre organisation », sur eramet.com (consulté le 5 novembre 2017).
17. ↑  2023 Document d’enregistrement universel incluant le rapport financier annuel et le rapport intégré page 147[PDF], sur eramet.com